# Identité nationale écossaise

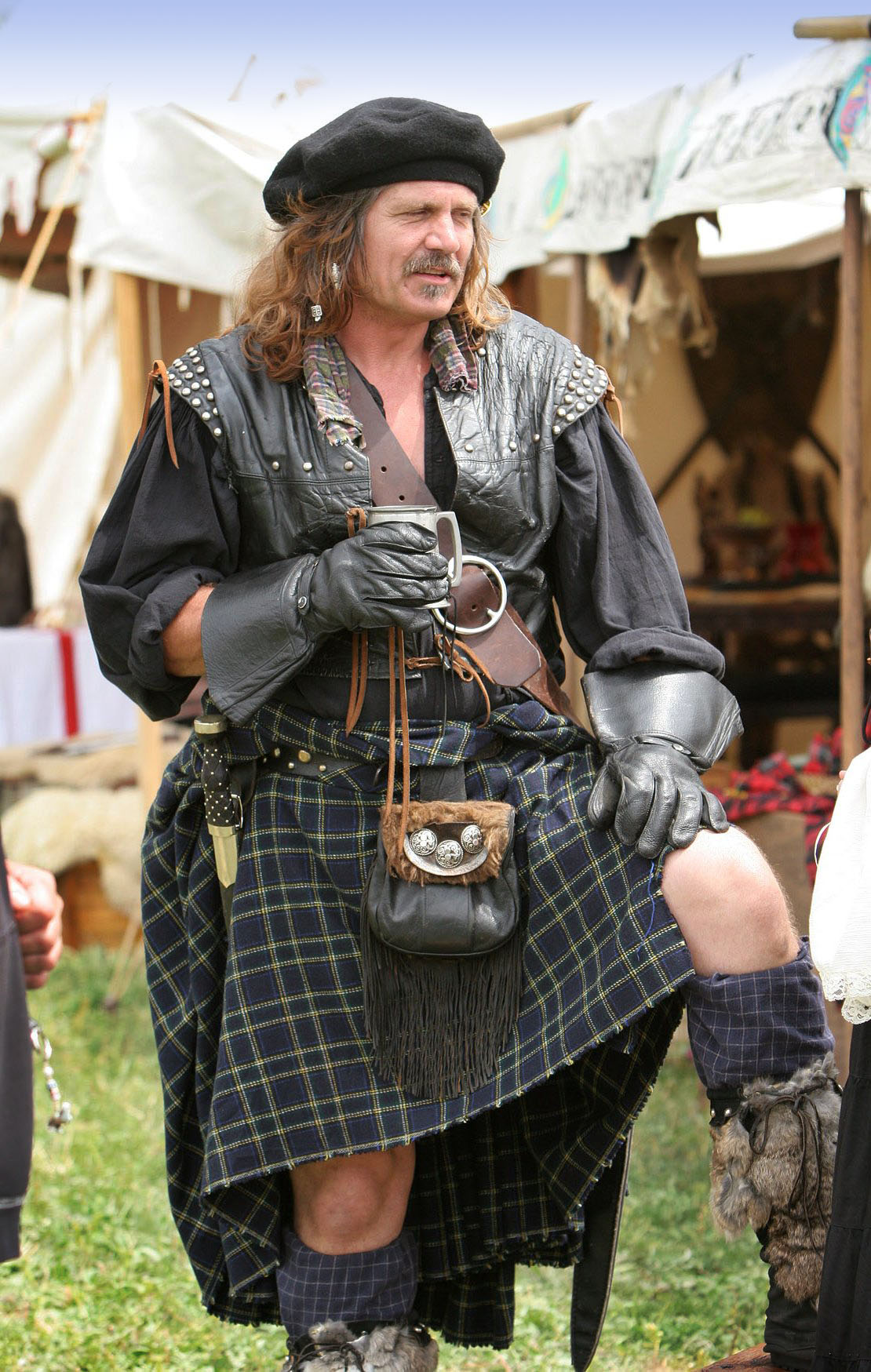
Habit écossais traditionnel des Highlands.

L'identité nationale écossaise concerne l'identité que se font les Écossais de leur nation. Il s'agit donc d'une identité nationale.
Une large majorité du peuple écossais partage une même vision d'une identité nationale écossaise, fier de leur nation, de leur histoire et des réalisations de leurs ressortissants même ceux qui sont expatriés.
L'histoire de la nation écossaise commence à l'aube de l'âge sombre. L'Écosse fut le résultat de l'union du royaume gaélique « scots » de Dal Riada, du royaume breton de Strathclyde, le royaume anglo-saxon de Bernicie et le royaume picte, l'origine du dernier étant grandement sujette à caution. Les cultures disparates de l'Écosse s'agrégèrent devant la menace viking et plus tard, au haut Moyen Âge, du fait de la menace du Royaume d'Angleterre.
Même si depuis 1606 et l'union des Couronnes, le pays partage le même monarque que l'Angleterre, et le même Parlement depuis l'Acte d'Union de 1707, l'identité culturelle écossaise reste distincte de celle des Anglais, des Gallois et des Nord-Irlandais.
De surcroît, l'Écosse a une forte minorité anglaise et beaucoup d'entre eux continuent de s'identifier à l'Angleterre.

## Politique
L'Écosse est l'une des quatre nations qui composent le Royaume-Uni de Grande-Bretagne et d'Irlande du Nord. L'hymne national, Flower of Scotland, est notamment joué lors des compétitions sportives internationales.
L'Écosse a bénéficié de la « dévolution » de l'Écosse - c'est-à-dire son autonomie - à la suite du référendum du 11 septembre 1997. L'ancien royaume d’Écosse avait été uni à celui d'Angleterre en 1er mai 1707, avec l'entrée en vigueur du traité d'Union de 1706. Il dispose désormais de son propre Parlement et est une singularité au sein de l'Europe.
« Si les Écossais croient en l'Écosse, en leur identité nationale, en leur destin, ils n'ont pas d'autre choix que de répondre oui », a déclaré Peter Mandelson, second du gouvernement Blair.
William Wallace est considéré comme le « libérateur de l'Écosse » car il défit les troupes anglaises. Pour Ken Gill, responsable culturel de Stirling, « C'est notre premier héros national. Même si tout ce que nous connaissons de lui relève plus des récits tardifs de ménestrels que de l'Histoire. »
Le débat sur l'identité nationale de l'Écosse conduit également à s'interroger si l'Écosse coute plus qu'elle ne rapporte au contribuable britannique. Toutefois, la réponse à cette question dépend notamment du sort du gaz et du pétrole écossais. Certains considèrent qu'avec « le pétrole et le gaz, une Écosse indépendante deviendrait la huitième plus riche nation du monde », même si ces gisements sont sur le déclin.[réf. nécessaire]
En 1165, Guillaume le Lion conclut l'Auld Alliance avec Louis VII, formant une coalition pour les guerres contre les Anglais. En 1428, l'alliance est renouvelée, un corps expéditionnaire écossais soutient le dauphin Charles et Jeanne d'Arc. En 1558, l'alliance contre Londres conduit au mariage de Marie, reine des Écossais, et du futur François II, roi de France.